# John Heitinga
John ("Johnny") Gijsbert Alan Heitinga (Alphen aan den Rijn, 15 november 1983) is een Nederlands voetbaltrainer en voormalig profvoetballer. Sinds 31 mei 2025 is hij de nieuwe hoofdtrainer van Ajax. Als speler was hij vooral actief als centrale verdediger, maar hij was ook inzetbaar als rechtsback en verdedigende middenvelder. Heitinga brak door bij Ajax, waar hij meer dan zeven seizoenen speelde, en kwam daarna uit voor Atlético Madrid, Everton, Fulham, Hertha BSC en opnieuw Ajax. Voor het Nederlands elftal speelde hij 87 interlands. Met Ajax veroverde hij in het seizoen 2001/02 de nationale treble. In 2023 was hij al een aantal maanden interim-hoofdtrainer van Ajax.

## Clubcarrière

### Ajax
Heitinga maakte zijn profdebuut voor Ajax op 26 augustus 2001, uit tegen Feyenoord. Ajax won met 2-1. Op 9 november 2003 scoorde Heitinga zijn eerste doelpunt, uit tegen ADO Den Haag. Hij maakte gelijk in een met 1-4 gewonnen wedstrijd. In deze wedstrijd moest hij ook met rood van het veld.
Vanwege een blessure kwam Heitinga in het seizoen 2002/2003 eenmaal in actie voor Ajax.
Over de volgende seizoenen werd Heitinga een steunpilaar in de verdediging van Ajax. Spelend samen met ervaren mandekker Jaap Stam, werd het spel van Heitinga beter. Mede door Stam ging Heitinga meer aan zijn lichaam werken om verdedigend meer op fysieke kracht te kunnen winnen. Hoewel Heitinga oorspronkelijk als rechtsback werd geplaatst door de komst van Stam, moest hij kort na het begin van het seizoen 07/08 in het centrum spelen omdat Stam zijn carrière beëindigde. Ajax werd tweede, op drie punten achterstand van PSV, maar Heitinga won wel de prijs van Speler van het Jaar voor dat seizoen.

### Atlético Madrid
Op 25 maart 2008 werd bekend dat Heitinga voor 10 miljoen euro zou overstappen naar Atlético Madrid. In zijn eerste seizoen speelde hij daar 27 wedstrijden waarin hij drie keer tot scoren kwam.

### Everton

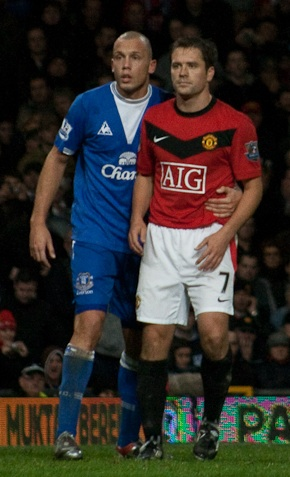
Heitinga (links) spelend voor Everton en in duel met Michael Owen van Manchester United (2009)

Vanaf augustus 2009 speelde Heitinga voor Everton FC in Engeland. Op 13 september 2009 maakte hij zijn debuut voor de club tegen Fulham FC. Aan het einde van seizoen 2011-2012 werd hij door de supporters verkozen tot speler van het jaar. Maar tijdens het seizoen 2013/14 kwam Heitinga niet in de plannen voor van Everton. Pas in speelronde 21, op 11 januari 2014, maakte hij zijn eerste minuten van het seizoen 2013/14 in de Premier League, toen hij in de thuiswedstrijd tegen Norwich City, die met 2-0 werd gewonnen, in de 69e minuut Leon Osman verving.

### Fulham
Heitinga tekende op 31 januari 2014, vlak voor het sluiten van de wintertransferperiode, een contract bij Fulham FC, waar hij de rest van het seizoen zou uitkomen. Bij Fulham kwam hij terecht bij onder andere oud-ploeggenoot Maarten Stekelenburg. Heitinga maakte op 9 februari 2014 zijn officiële debuut voor Fulham in de Premier League uitwedstrijd bij Manchester United die eindigde in 2-2 speelde Heitinga de hele wedstrijd. Heitinga scoorde op 1 maart 2014 zijn eerste officiële doelpunt voor Fulham in de Premier League thuiswedstrijd tegen Chelsea FC scoorde Heitinga na een 3-0 achterstand de enige treffer voor Fulham. Fulham maakte op 23 mei 2014 bekend dat het aflopende contract van Heitinga niet zal worden verlengd.

### Hertha BSC
Op 4 juni 2014 werd bekendgemaakt dat Heitinga een mondelinge overeenstemming bereikt had met Hertha BSC over een contract voor twee seizoenen, met een optie voor nog een jaar. Op 23 juni 2014 werd de transfer afgerond en tekende Heitinga zijn contract. Op 16 augustus 2014 maakte Heitinga zijn officiële debuut voor Hertha BSC in een bekerwedstrijd uit bij SV Victoria 1911 Köln. Deze werd met 4-2 gewonnen. Op 25 oktober 2014 scoorde Heitinga zijn eerste officiële doelpunt voor Hertha. In een Bundesligawedstrijd thuis tegen Hamburger SV werd met 3-0 gewonnen. Heitinga moest vrij vaak genoegen nemen met een plaats op de reservebank of op de tribune. Na afloop van zijn eerste seizoen mocht Heitinga alweer vertrekken bij Hertha. Begin juni 2015 maakte zijn oude club Ajax kenbaar Heitinga graag te willen terughalen naar Amsterdam.

### Terugkeer bij Ajax
Heitinga keerde in juni 2015 terug bij Ajax. Hier tekende hij een contract tot 30 juni 2016 met een optie voor nog een seizoen. De Boer koos tijdens de start van de competitie voor Joël Veltman en Jaïro Riedewald als centrale duo waardoor Heitinga genoegen moest nemen met een plek op de reservebank. Om wedstrijdritme op te doen speelde hij op 24 augustus 2015 mee met Jong Ajax in de Jupiler League thuiswedstrijd tegen FC Eindhoven (0 – 0). In de KNVB-Beker wedstrijd tegen De Graafschap op 23 september 2015 maakte hij na zeven jaar zijn rentree voor Ajax. Heitinga kwam tien minuten voor tijd in het veld voor Riechedly Bazoer. Slechts een paar minuten na zijn invalbeurt kreeg hij tijdens een hoekschop de bal bij toeval op zijn hoofd waaruit de 2-0 viel. Zijn rentree in de Eredivisie maakte hij tijdens speelronde 11 op 31 oktober 2015 in de thuiswedstrijd van Ajax tegen Roda JC (6-0 winst). Heitinga kwam na een uur spelen in het veld voor Nemanja Gudelj. Heitinga kreeg tijdens de eerste seizoenshelft weinig speeltijd van De Boer. Ook werd hij door De Boer veelvuldig buiten de wedstrijdselectie gelaten. De Boer gaf hierbij aan dat Heitinga meer snelheid had ingeleverd dan hij had verwacht en daardoor niet goed tot zijn recht zou komen in het systeem van Ajax met veel ruimte in de rug. Mede door de teleurstellende terugkeer bij Ajax besloot Heitinga begin februari 2016 een punt achter zijn profvoetbalcarrière te zetten. Hierbij hadden zowel Ajax als Heitinga de intentie uitgesproken om op korte termijn een nieuwe overeenkomst als trainer van zowel de jeugd, Jong Ajax als de A-selectie aan te gaan.

## Interlandcarrière

### Nederland onder 15
Op 22 april 1998 behoorde John Heitinga tot de selectie voor de vriendschappelijke wedstrijd met Wales Onder 15. Tot een debuut voor Nederland Onder 15 kwam het echter niet.

### Nederland onder 16
Op 11 november 1999 maakte John Heitinga zijn debuut voor het Nederlands elftal Onder 16 in een vriendschappelijke wedstrijd tegen Frankrijk Onder 16 (3-1 verlies).
| Interlands van John Heitinga voor Nederland –16 | Interlands van John Heitinga voor Nederland –16 | Interlands van John Heitinga voor Nederland –16 | Interlands van John Heitinga voor Nederland –16 | Interlands van John Heitinga voor Nederland –16 | Interlands van John Heitinga voor Nederland –16 |
| №                                               | Datum                                           | Wedstrijd                                       | Uitslag                                         | Soort Wedstrijd                                 | Doelpunten                                      |
| Als speler bij Ajax                             | Als speler bij Ajax                             | Als speler bij Ajax                             | Als speler bij Ajax                             | Als speler bij Ajax                             | Als speler bij Ajax                             |
| ----------------------------------------------- | ----------------------------------------------- | ----------------------------------------------- | ----------------------------------------------- | ----------------------------------------------- | ----------------------------------------------- |
| 1.                                              | 11 november 1998                                | Frankrijk – Nederland                           | 3 – 1                                           | Vriendschappelijk                               | 0                                               |
| 2.                                              | 7 april 1999                                    | Nederland – Schotland                           | 0 – 0                                           | Vriendschappelijk                               | 0                                               |

### Nederland Onder 17
Op 29 maart 2000 maakte Heitinga zijn debuut voor het Nederlands elftal Onder 17 in een vriendschappelijke wedstrijd tegen België Onder 17 (1-1). John Heitinga behoorde tot de selectie die zou gaan deelnamen aan het EK 2000 Onder 17 in Israël. In de kwartfinale tegen Rusland Onder 17 scoorde John Heitinga de 2-0 voor Nederland –17 in de met 3-0 gewonnen wedstrijd, dit betekende zijn eerste doelpunt voor Nederland Onder 17. Ook in de halve finale wedstrijd die met 1-2 werd verloren van Tsjechië Onder 17 kwam Heitinga tot scoren. Heitinga werd met Nederland Onder 17 derde op het toernooi en kwam totaal vijf wedstrijden in actie op het EK in Israël.
| Interlands van John Heitinga voor Nederland –17 | Interlands van John Heitinga voor Nederland –17 | Interlands van John Heitinga voor Nederland –17 | Interlands van John Heitinga voor Nederland –17 | Interlands van John Heitinga voor Nederland –17 | Interlands van John Heitinga voor Nederland –17 |
| №                                               | Datum                                           | Wedstrijd                                       | Uitslag                                         | Soort Wedstrijd                                 | Doelpunten                                      |
| Als speler bij Ajax                             | Als speler bij Ajax                             | Als speler bij Ajax                             | Als speler bij Ajax                             | Als speler bij Ajax                             | Als speler bij Ajax                             |
| ----------------------------------------------- | ----------------------------------------------- | ----------------------------------------------- | ----------------------------------------------- | ----------------------------------------------- | ----------------------------------------------- |
| 1.                                              | 29 maart 2000                                   | Nederland – België                              | 1 – 1                                           | Vriendschappelijk                               | 0                                               |
| 2.                                              | 12 april 2000                                   | Nederland – Noorwegen                           | 1 – 0                                           | Vriendschappelijk                               | 0                                               |
| 3.                                              | 1 mei 2000                                      | Israël – Nederland                              | 0 – 2                                           | EK 2000 Israël groepsfase                       | 0                                               |
| 4.                                              | 5 mei 2000                                      | Nederland – Hongarije                           | 2 – 0                                           | EK 2000 Israël groepsfase                       | 0                                               |
| 5.                                              | 8 mei 2000                                      | Rusland – Nederland                             | 0 – 3                                           | EK 2000 Israël kwartfinale                      | 1                                               |
| 6.                                              | 11 mei 2000                                     | Nederland – Tsjechië                            | 1 – 2                                           | EK 2000 Israël halve finale                     | 1                                               |
| 7.                                              | 14 mei 2000                                     | Nederland – Griekenland                         | 5 – 0                                           | EK 2000 Israël troostfinale                     | 0                                               |

### Nederland onder 19
Op 6 september 2000 maakte Heitinga zijn debuut voor het Nederlands elftal Onder 19 in een wedstrijd tegen Oekraïne Onder 19 (2-0 winst) op het Stefan Vilotic tournament 2000.
| Interlands van John Heitinga voor Nederland –19 | Interlands van John Heitinga voor Nederland –19 | Interlands van John Heitinga voor Nederland –19 | Interlands van John Heitinga voor Nederland –19 | Interlands van John Heitinga voor Nederland –19 | Interlands van John Heitinga voor Nederland –19 |
| №                                               | Datum                                           | Wedstrijd                                       | Uitslag                                         | Soort Wedstrijd                                 | Doelpunten                                      |
| Als speler bij Ajax                             | Als speler bij Ajax                             | Als speler bij Ajax                             | Als speler bij Ajax                             | Als speler bij Ajax                             | Als speler bij Ajax                             |
| ----------------------------------------------- | ----------------------------------------------- | ----------------------------------------------- | ----------------------------------------------- | ----------------------------------------------- | ----------------------------------------------- |
| 1.                                              | 6 november 2000                                 | Nederland – Oekraïne                            | 2 – 0                                           | Stefan Vilotic tournament 2000                  | 0                                               |
| 2.                                              | 7 november 2000                                 | Israël – Nederland                              | 1 – 1                                           | Stefan Vilotic tournament 2000                  | 0                                               |
| 3.                                              | 8 november 2000                                 | Nederland – Roemenië                            | 2 – 0                                           | Stefan Vilotic tournament 2000                  | 0                                               |
| 4.                                              | 10 november 2000                                | Joegoslavië – Nederland                         | 2 – 2                                           | Stefan Vilotic tournament 2000                  | 0                                               |
| 5.                                              | 4 oktober 2000                                  | Frankrijk – Nederland                           | 1 – 2                                           | EK 2001 kwalificatie                            | 0                                               |
| 6.                                              | 25 oktober 2000                                 | Nederland – Duitsland                           | 0 – 1                                           | EK 2001 kwalificatie                            | 0                                               |
| 7.                                              | 30 november 2000                                | Duitsland – Nederland                           | 2 – 4                                           | EK 2001 kwalificatie                            | 0                                               |
| 8.                                              | 1 maart 2001                                    | Engeland – Nederland                            | 1 – 1                                           | Vriendschappelijk                               | 0                                               |
| 9.                                              | 7 maart 2001                                    | Nederland – Italië                              | 3 – 0                                           | Vriendschappelijk                               | 0                                               |
| 10.                                             | 5 april 2001                                    | Nederland – Denemarken                          | 1 – 1                                           | EK 2001 kwalificatie                            | 0                                               |
| 11.                                             | 1 mei 2001                                      | Denemarken – Nederland                          | 3 – 2                                           | EK 2001 kwalificatie                            | 0                                               |

### Nederland onder 21 (Jong Oranje)
Op 9 november 2001 maakte John Heitinga zijn debuut voor Jong Oranje in een EK-kwalificatiewedstrijd tegen Jong Engeland (2-2). Mede door een blessure kwam Heitinga in de periode 2001-2003 slechts drie maal in actie voor Jong Oranje.
| Interlands van John Heitinga voor Jong Oranje | Interlands van John Heitinga voor Jong Oranje | Interlands van John Heitinga voor Jong Oranje | Interlands van John Heitinga voor Jong Oranje | Interlands van John Heitinga voor Jong Oranje | Interlands van John Heitinga voor Jong Oranje |
| №                                             | Datum                                         | Wedstrijd                                     | Uitslag                                       | Soort Wedstrijd                               | Doelpunten                                    |
| Als speler bij Ajax                           | Als speler bij Ajax                           | Als speler bij Ajax                           | Als speler bij Ajax                           | Als speler bij Ajax                           | Als speler bij Ajax                           |
| --------------------------------------------- | --------------------------------------------- | --------------------------------------------- | --------------------------------------------- | --------------------------------------------- | --------------------------------------------- |
| 1.                                            | 9 november 2001                               | Nederland – Engeland                          | 2 – 2                                         | EK 2002 kwalificatie                          | 0                                             |
| 2.                                            | 13 november 2001                              | Engeland – Nederland                          | 1 – 0                                         | EK 2002 kwalificatie                          | 0                                             |
| 3.                                            | 11 oktober 2003                               | Nederland – Moldavië                          | 0 – 0                                         | EK 2004 kwalificatie                          | 0                                             |

### Nederland

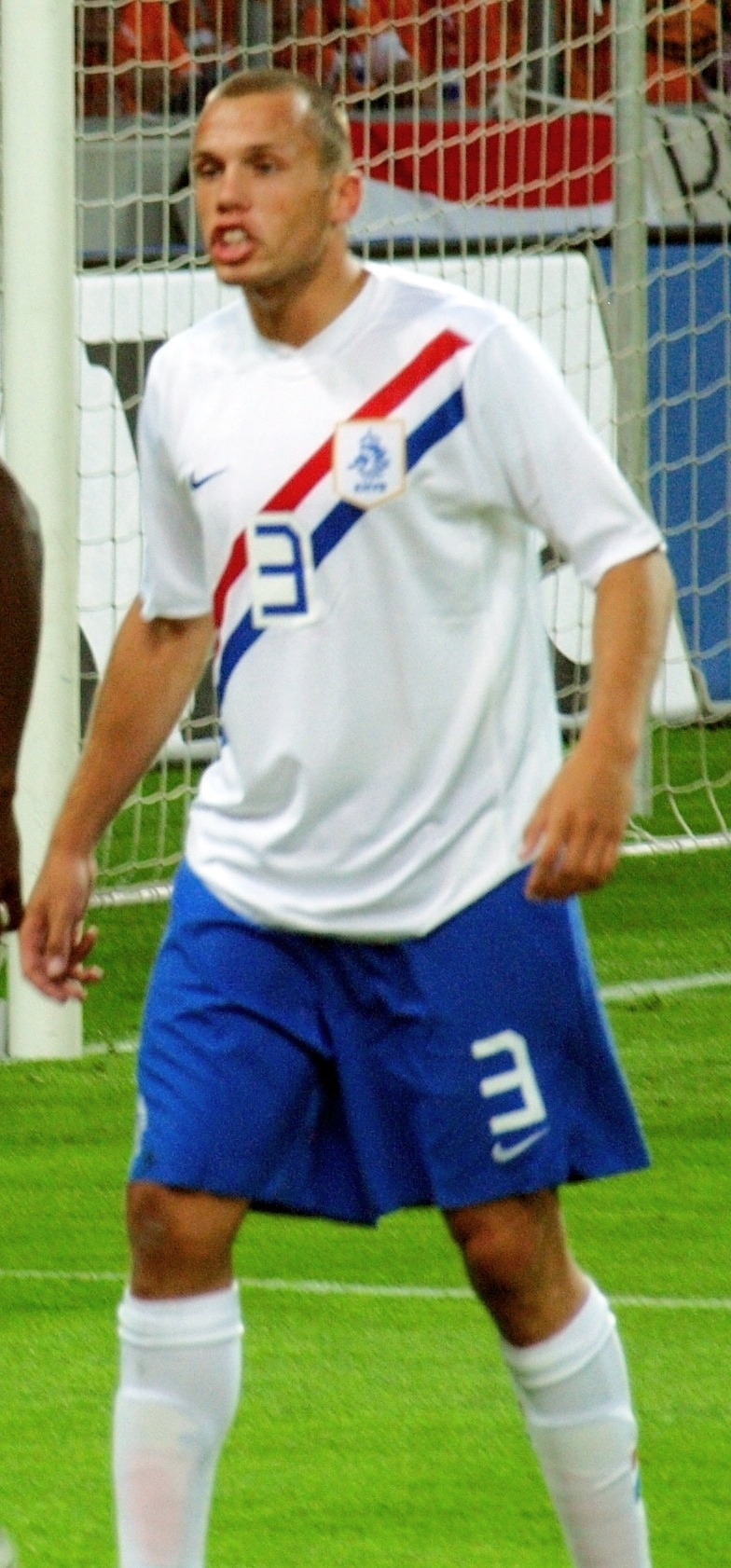
Heitinga spelend voor Nederland (2007)

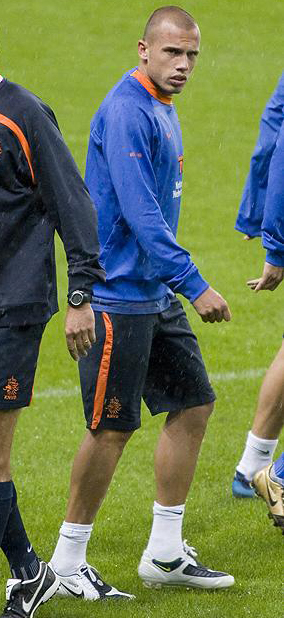
Heitinga in 2008 tijdens training.

Heitinga debuteerde in het Nederlands elftal op 18 februari 2004 tegen de Verenigde Staten. Op 28 april 2004 maakte hij 3-0 in een met 4-0 gewonnen wedstrijd tegen Griekenland. In voorbereiding op het WK 2006 (Duitsland) scoorde Heitinga in de oefenwedstrijd Nederland-Mexico (1 juni 2006) in de 53e minuut de 1-1. Op 6 juni 2007 maakte Heitinga 0-2 tegen Thailand.
In de WK finale van 2010 (0-1 verlies) werd Heitinga met tweemaal geel van het veld gestuurd.
| Interlands van John Heitinga voor Nederland | Interlands van John Heitinga voor Nederland | Interlands van John Heitinga voor Nederland | Interlands van John Heitinga voor Nederland | Interlands van John Heitinga voor Nederland | Interlands van John Heitinga voor Nederland |
| No.                                         | Datum                                       | Wedstrijd                                   | Uitslag                                     | Competitie                                  | Goals                                       |
| Als speler van Ajax                         | Als speler van Ajax                         | Als speler van Ajax                         | Als speler van Ajax                         | Als speler van Ajax                         | Als speler van Ajax                         |
| ------------------------------------------- | ------------------------------------------- | ------------------------------------------- | ------------------------------------------- | ------------------------------------------- | ------------------------------------------- |
| 1.                                          | 18 februari 2004                            | Nederland - Verenigde Staten                | 1 – 0                                       | Vriendschappelijk                           | 0                                           |
| 2.                                          | 31 maart 2004                               | Nederland - Frankrijk                       | 0 – 0                                       | Vriendschappelijk                           | 0                                           |
| 3.                                          | 28 april 2004                               | Nederland - Griekenland                     | 4 – 0                                       | Vriendschappelijk                           | 1                                           |
| 4.                                          | 29 mei 2004                                 | Nederland - België                          | 0 – 1                                       | Vriendschappelijk                           | 0                                           |
| 5.                                          | 1 juni 2004                                 | Nederland - Faeröer                         | 3 – 0                                       | Vriendschappelijk                           | 0                                           |
| 6.                                          | 5 juni 2004                                 | Nederland - Ierland                         | 0 – 1                                       | Vriendschappelijk                           | 0                                           |
| 7.                                          | 15 juni 2004                                | Duitsland - Nederland                       | 1 – 1                                       | EK Groepsfase '04                           | 0                                           |
| 8.                                          | 23 juni 2004                                | Tsjechië - Nederland                        | 3 – 2                                       | EK Groepsfase '04                           | 0                                           |
| 9.                                          | 26 juni 2004                                | Nederland - Zweden                          | 0 – 0                                       | EK Groepsfase '04                           | 0                                           |
| 10.                                         | 18 augustus 2004                            | Zweden - Nederland                          | 2 – 2                                       | Vriendschappelijk                           | 0                                           |
| 11.                                         | 8 september 2004                            | Nederland - Tsjechië                        | 2 – 0                                       | WK-Kwalificatie '06                         | 0                                           |
| 12.                                         | 13 oktober 2004                             | Nederland - Finland                         | 3 – 1                                       | WK-Kwalificatie '06                         | 0                                           |
| 13.                                         | 9 februari 2005                             | Engeland - Nederland                        | 0 – 0                                       | Vriendschappelijk                           | 0                                           |
| 14.                                         | 4 juni 2005                                 | Nederland - Roemenië                        | 2 – 0                                       | WK-Kwalificatie '06                         | 0                                           |
| 15.                                         | 8 juni 2005                                 | Finland - Nederland                         | 0 – 4                                       | WK-Kwalificatie '06                         | 0                                           |
| 16.                                         | 17 augustus 2005                            | Nederland - Duitsland                       | 2 – 2                                       | Vriendschappelijk                           | 0                                           |
| 17.                                         | 1 juni 2006                                 | Nederland - Mexico                          | 2 – 1                                       | Vriendschappelijk                           | 1                                           |
| 18.                                         | 4 juni 2006                                 | Nederland - Australië                       | 1 – 1                                       | Vriendschappelijk                           | 0                                           |
| 19.                                         | 11 juni 2006                                | Servië en Montenegro - Nederland            | 0 – 1                                       | WK-Groepsfase '06                           | 0                                           |
| 20.                                         | 16 juni 2006                                | Nederland - Ivoorkust                       | 2 – 1                                       | WK-Groepsfase '06                           | 0                                           |
| 21.                                         | 25 juni 2006                                | Portugal - Nederland                        | 1 – 0                                       | WK 1/8 finale '06                           | 0                                           |
| 22.                                         | 16 augustus 2006                            | Ierland - Nederland                         | 0 – 4                                       | Vriendschappelijk                           | 0                                           |
| 23.                                         | 2 september 2006                            | Luxemburg - Nederland                       | 0 – 1                                       | EK-Kwalificatie '08                         | 0                                           |
| 24.                                         | 6 september 2006                            | Nederland - Wit-Rusland                     | 3 – 0                                       | EK-Kwalificatie '08                         | 0                                           |
| 25.                                         | 28 maart 2007                               | Slovenië - Nederland                        | 0 – 1                                       | EK-Kwalificatie '08                         | 0                                           |
| 26.                                         | 2 juni 2007                                 | Zuid-Korea - Nederland                      | 0 – 2                                       | Vriendschappelijk                           | 0                                           |
| 27.                                         | 6 juni 2007                                 | Thailand - Nederland                        | 1 – 3                                       | Vriendschappelijk                           | 1                                           |
| 28.                                         | 22 augustus 2007                            | Zwitserland - Nederland                     | 2 – 1                                       | Vriendschappelijk                           | 0                                           |
| 29.                                         | 8 september 2007                            | Nederland - Bulgarije                       | 2 – 0                                       | EK-Kwalificatie '08                         | 0                                           |
| 30.                                         | 13 oktober 2007                             | Roemenië - Nederland                        | 1 – 0                                       | EK-Kwalificatie '08                         | 0                                           |
| 31.                                         | 17 oktober 2007                             | Nederland - Slovenië                        | 2 – 0                                       | EK-Kwalificatie '08                         | 0                                           |
| 32.                                         | 6 februari 2008                             | Kroatië - Nederland                         | 0 – 3                                       | Vriendschappelijk                           | 1                                           |
| 33.                                         | 26 maart 2008                               | Oostenrijk - Nederland                      | 3 – 4                                       | Vriendschappelijk                           | 1                                           |
| 34.                                         | 24 mei 2008                                 | Nederland - Oekraïne                        | 3 – 0                                       | Vriendschappelijk                           | 0                                           |
| 35.                                         | 29 mei 2008                                 | Nederland - Denemarken                      | 1 – 1                                       | Vriendschappelijk                           | 0                                           |
| 36.                                         | 1 juni 2008                                 | Nederland - Wales                           | 2 – 0                                       | Vriendschappelijk                           | 0                                           |
| 37.                                         | 9 juni 2008                                 | Nederland - Italië                          | 3 – 0                                       | EK Groepsfase '08                           | 0                                           |
| 38.                                         | 17 juni 2008                                | Nederland - Roemenië                        | 2 – 0                                       | EK Groepsfase '08                           | 0                                           |
| 39.                                         | 21 juni 2008                                | Nederland - Rusland                         | 1 – 3                                       | EK Kwartfinale '08                          | 0                                           |
| Als speler van Atlético Madrid              |                                             |                                             |                                             |                                             |                                             |
| 40.                                         | 20 augustus 2008                            | Rusland - Nederland                         | 1 – 1                                       | Vriendschappelijk                           | 0                                           |
| 41.                                         | 6 september 2008                            | Nederland - Australië                       | 1 – 2                                       | Vriendschappelijk                           | 0                                           |
| 42.                                         | 10 september 2008                           | Macedonië - Nederland                       | 1 – 2                                       | WK-Kwalificatie '10                         | 1                                           |
| 43.                                         | 19 november 2008                            | Nederland - Zweden                          | 3 – 1                                       | Vriendschappelijk                           | 0                                           |
| 44.                                         | 11 februari 2009                            | Tunesië - Nederland                         | 1 – 1                                       | Vriendschappelijk                           | 0                                           |
| 45.                                         | 6 juni 2009                                 | IJsland - Nederland                         | 1 – 2                                       | WK-Kwalificatie '10                         | 0                                           |
| 46.                                         | 10 juni 2009                                | Nederland - Noorwegen                       | 2 – 0                                       | WK-Kwalificatie '10                         | 0                                           |
| 47.                                         | 12 augustus 2009                            | Nederland - Engeland                        | 2 – 2                                       | Vriendschappelijk                           | 0                                           |
| Als speler van Everton                      |                                             |                                             |                                             |                                             |                                             |
| 48.                                         | 10 oktober 2009                             | Australië - Nederland                       | 0 – 0                                       | Vriendschappelijk                           | 0                                           |
| 49.                                         | 14 november 2009                            | Italië - Nederland                          | 0 – 0                                       | Vriendschappelijk                           | 0                                           |
| 50.                                         | 18 november 2009                            | Nederland - Paraguay                        | 0 – 0                                       | Vriendschappelijk                           | 0                                           |
| 51.                                         | 3 maart 2010                                | Nederland - Verenigde Staten                | 2 – 1                                       | Vriendschappelijk                           | 0                                           |
| 52.                                         | 26 mei 2010                                 | Mexico - Nederland                          | 1 – 2                                       | Vriendschappelijk                           | 0                                           |
| 53.                                         | 1 juni 2010                                 | Nederland - Ghana                           | 4 – 1                                       | Vriendschappelijk                           | 0                                           |
| 54.                                         | 5 juni 2010                                 | Nederland - Hongarije                       | 6 – 1                                       | Vriendschappelijk                           | 0                                           |
| 55.                                         | 14 juni 2010                                | Nederland - Denemarken                      | 2 – 0                                       | WK Groepsfase '10                           | 0                                           |
| 56.                                         | 19 juni 2010                                | Nederland - Japan                           | 1 – 0                                       | WK Groepsfase '10                           | 0                                           |
| 57.                                         | 24 juni 2010                                | Kameroen - Nederland                        | 1 – 2                                       | WK Groepsfase '10                           | 0                                           |
| 58.                                         | 28 juni 2010                                | Nederland - Slowakije                       | 2 – 1                                       | WK 1/8 Finale '10                           | 0                                           |
| 59.                                         | 2 juli 2010                                 | Nederland - Brazilië                        | 2 – 1                                       | WK 1/4 Finale '10                           | 0                                           |
| 60.                                         | 6 juli 2010                                 | Uruguay - Nederland                         | 2 – 3                                       | WK 1/2 Finale '10                           | 0                                           |
| 61.                                         | 11 juli 2010                                | Nederland - Spanje                          | 0 – 1                                       | WK Finale '10                               | 0                                           |
| 62.                                         | 7 september 2010                            | Nederland - Finland                         | 2 – 1                                       | EK-Kwalificatie '12                         | 0                                           |
| 63.                                         | 8 oktober 2010                              | Moldavië - Nederland                        | 0 – 1                                       | EK-Kwalificatie '12                         | 0                                           |
| 64.                                         | 12 oktober 2010                             | Nederland - Zweden                          | 4 – 1                                       | EK-Kwalificatie '12                         | 0                                           |
| 65.                                         | 17 november 2010                            | Nederland - Turkije                         | 1 – 0                                       | Vriendschappelijk                           | 0                                           |
| 66.                                         | 9 februari 2011                             | Nederland - Oostenrijk                      | 3 – 1                                       | Vriendschappelijk                           | 0                                           |
| 67.                                         | 25 maart 2011                               | Hongarije - Nederland                       | 0 – 4                                       | EK-Kwalificatie '12                         | 0                                           |
| 68.                                         | 29 maart 2011                               | Nederland - Hongarije                       | 5 – 3                                       | EK-Kwalificatie '12                         | 0                                           |
| 69.                                         | 4 juni 2011                                 | Brazilië - Nederland                        | 0 – 0                                       | Vriendschappelijk                           | 0                                           |
| 70.                                         | 8 juni 2011                                 | Uruguay - Nederland                         | 1 – 1                                       | Vriendschappelijk                           | 0                                           |
| 71.                                         | 2 september 2011                            | Nederland - San Marino                      | 11 – 0                                      | EK-Kwalificatie '12                         | 1                                           |
| 72.                                         | 6 september 2011                            | Finland -Nederland                          | 0 – 2                                       | EK-Kwalificatie '12                         | 0                                           |
| 73.                                         | 11 november 2011                            | Nederland - Zwitserland                     | 0 – 0                                       | Vriendschappelijk                           | 0                                           |
| 74.                                         | 15 november 2011                            | Duitsland - Nederland                       | 3 – 0                                       | Vriendschappelijk                           | 0                                           |
| 75.                                         | 29 februari 2012                            | Engeland - Nederland                        | 2 – 3                                       | Vriendschappelijk                           | 0                                           |
| 76.                                         | 26 mei 2012                                 | Nederland - Bulgarije                       | 1 – 2                                       | Vriendschappelijk                           | 0                                           |
| 77.                                         | 30 mei 2012                                 | Nederland - Slowakije                       | 2 – 0                                       | Vriendschappelijk                           | 0                                           |
| 78.                                         | 2 juni 2012                                 | Nederland - Noord-Ierland                   | 6 – 0                                       | Vriendschappelijk                           | 0                                           |
| 79.                                         | 9 juni 2012                                 | Nederland - Denemarken                      | 0 – 1                                       | EK-Groepsfase '12                           | 0                                           |
| 80.                                         | 13 juni 2012                                | Nederland - Duitsland                       | 1 – 2                                       | EK-Groepsfase '12                           | 0                                           |
| 81.                                         | 15 augustus 2012                            | België - Nederland                          | 4 – 2                                       | Vriendschappelijk                           | 0                                           |
| 82.                                         | 7 september 2012                            | Nederland - Turkije                         | 2 – 0                                       | WK-Kwalificatie '14                         | 0                                           |
| 83.                                         | 12 oktober 2012                             | Nederland - Andorra                         | 3 – 0                                       | WK-Kwalificatie '14                         | 0                                           |
| 84.                                         | 16 oktober 2012                             | Roemenië - Nederland                        | 1 – 4                                       | WK-Kwalificatie '14                         | 0                                           |
| 85.                                         | 14 november 2012                            | Nederland - Duitsland                       | 0 – 0                                       | Vriendschappelijk                           | 0                                           |
| 86.                                         | 7 juni 2013                                 | Indonesië - Nederland                       | 0 – 3                                       | Vriendschappelijk                           | 0                                           |
| 87.                                         | 11 juni 2013                                | China - Nederland                           | 0 – 2                                       | Vriendschappelijk                           | 0                                           |

## Trainerscarrière
Na zijn loopbaan als speler werd Heitinga assistent bij Jong Ajax. Van 2017 tot 2020 was hij hoofdtrainer van Ajax Onder 19 en in het seizoen 2020/21 van Onder 18, wat voorheen Onder 19 was. In mei 2021 werd Heitinga aangesteld als hoofdtrainer van Jong Ajax en volgde hij Mitchell van der Gaag op, die als assistent-trainer onder hoofdtrainer Erik ten Hag aangesteld werd bij het eerste elftal van Ajax. Eind januari 2023 werd Heitinga aangesteld als interim-hoofdtrainer van het eerste elftal van de club. Dit nadat Alfred Schreuder na het zevende puntenverlies op rij werd ontslagen (1 thuisnederlaag met 1-2 tegen PSV, gevolgd door zes gelijke spelen). Nadat Ajax de eerste wedstrijd na het ontslag van Schreuder won met 1-4 van Excelsior, werd hij voor de rest van het seizoen aangesteld als trainer van Ajax 1. Hierbij werd Dwight Lodeweges aangesteld als 'ervaren assistent' om Heitinga de helpende hand te bieden. Op 1 juni 2023 werd bekendgemaakt dat het contract met Heitinga na het seizoen 22/23 niet wordt verlengd.
Op 5 september 2023 werd bekend dat Heitinga een contract had getekend als assistent-trainer bij het Engelse West Ham United, waar hij hoofdtrainer David Moyes zou bijstaan. Na het vertrek van Moyes in mei 2024 verliet Heitinga de club, samen met andere leden van de technische staf. Op 17 juli 2024 werd hij aangesteld als assistent-trainer van Liverpool. Op 26 februari 2025 stond Heitinga voor het eerst als eindverantwoordelijke langs de lijn bij Liverpool, tijdens een 2–0 overwinning op Newcastle United, vanwege schorsingen van manager Arne Slot en assistent Sipke Hulshoff.
Op 31 mei 2025 werd Heitinga benoemd tot hoofdtrainer van Ajax, met Marcel Keijzer als zijn assistent.

## Statistieken

### Beloften
| Seizoen         | Club            |                    | Competitie      | Competitie | Competitie | Totaal | Totaal |
| Seizoen         | Club            | Wed.               | Competitie      | Dlp.       | Wed.       | Dlp.   |        |
| --------------- | --------------- | ------------------ | --------------- | ---------- | ---------- | ------ | ------ |
| 2015/16         | Jong Ajax       | Vlag van Nederland | Eredivisie      | 1          | 0          | 1      | 0      |
| Club totaal     | Club totaal     | Club totaal        | Club totaal     | 1          | 0          | 1      | 0      |
| Carrière totaal | Carrière totaal | Carrière totaal    | Carrière totaal | 1          | 0          | 1      | 0      |

### Senioren
| Seizoen         | Club            |                    | Competitie       | Competitie | Competitie | Beker | Beker | Internationaal | Internationaal | Overig | Overig | Totaal | Totaal |
| Seizoen         | Club            | Wed.               | Competitie       | Dlp.       | Wed.       | Dlp.  | Wed.  | Dlp.           | Wed.           | Dlp.   | Wed.   | Dlp.   |        |
| --------------- | --------------- | ------------------ | ---------------- | ---------- | ---------- | ----- | ----- | -------------- | -------------- | ------ | ------ | ------ | ------ |
| 2001/02         | Ajax            | Vlag van Nederland | Eredivisie       | 15         | 0          | 1     | 0     | 3              | 0              | —      | —      | 19     | 0      |
| 2002/03         | Ajax            | Vlag van Nederland | Eredivisie       | 1          | 0          | 0     | 0     | 0              | 0              | 0      | 0      | 1      | 0      |
| 2003/04         | Ajax            | Vlag van Nederland | Eredivisie       | 26         | 3          | 1     | 0     | 3              | 0              | —      | —      | 30     | 3      |
| 2004/05         | Ajax            | Vlag van Nederland | Eredivisie       | 26         | 1          | 3     | 0     | 6              | 0              | 1      | 0      | 36     | 1      |
| 2005/06         | Ajax            | Vlag van Nederland | Eredivisie       | 19         | 1          | 3     | 0     | 6              | 0              | 5      | 1      | 33     | 2      |
| 2006/07         | Ajax            | Vlag van Nederland | Eredivisie       | 32         | 6          | 5     | 1     | 9              | 1              | 5      | 1      | 51     | 9      |
| 2007/08         | Ajax            | Vlag van Nederland | Eredivisie       | 33         | 6          | 3     | 2     | 4              | 0              | 5      | 1      | 45     | 9      |
| Club totaal     | Club totaal     | Club totaal        | Club totaal      | 152        | 17         | 16    | 3     | 31             | 1              | 16     | 3      | 215    | 24     |
| 2008/09         | Atlético Madrid | Vlag van Spanje    | Primera División | 28         | 3          | 0     | 0     | 6              | 0              | —      | —      | 34     | 3      |
| 2009/10         | Atlético Madrid | Vlag van Spanje    | Primera División | 1          | 0          | 0     | 0     | 2              | 0              | —      | —      | 3      | 0      |
| Club totaal     | Club totaal     | Club totaal        | Club totaal      | 29         | 3          | 0     | 0     | 8              | 0              | 0      | 0      | 37     | 3      |
| 2009/10         | Everton         | Vlag van Engeland  | Premier League   | 31         | 0          | 4     | 0     | 0              | 0              | —      | —      | 35     | 0      |
| 2010/11         | Everton         | Vlag van Engeland  | Premier League   | 27         | 1          | 4     | 0     | —              | —              | —      | —      | 31     | 1      |
| 2011/12         | Everton         | Vlag van Engeland  | Premier League   | 30         | 1          | 9     | 1     | —              | —              | —      | —      | 39     | 2      |
| 2012/13         | Everton         | Vlag van Engeland  | Premier League   | 26         | 0          | 4     | 1     | —              | —              | —      | —      | 30     | 1      |
| 2013/14         | Everton         | Vlag van Engeland  | Premier League   | 1          | 0          | 4     | 1     | —              | —              | —      | —      | 5      | 1      |
| Club totaal     | Club totaal     | Club totaal        | Club totaal      | 115        | 2          | 25    | 3     | 0              | 0              | 0      | 0      | 140    | 5      |
| 2013/14         | Fulham          | Vlag van Engeland  | Premier League   | 14         | 1          | 0     | 0     | —              | —              | —      | —      | 14     | 1      |
| Club totaal     | Club totaal     | Club totaal        | Club totaal      | 14         | 1          | 0     | 0     | 0              | 0              | 0      | 0      | 14     | 1      |
| 2014/15         | Hertha BSC      | Vlag van Duitsland | Bundesliga       | 13         | 1          | 1     | 0     | —              | —              | —      | —      | 14     | 1      |
| Club totaal     | Club totaal     | Club totaal        | Club totaal      | 13         | 1          | 1     | 0     | 0              | 0              | 0      | 0      | 14     | 1      |
| 2015/16         | Ajax            | Vlag van Nederland | Eredivisie       | 2          | 0          | 1     | 1     | 0              | 0              | —      | —      | 3      | 1      |
| Club totaal1    | Club totaal1    | Club totaal1       | Club totaal1     | 154        | 17         | 17    | 4     | 31             | 1              | 16     | 3      | 218    | 25     |
| Carrière totaal | Carrière totaal | Carrière totaal    | Carrière totaal  | 325        | 24         | 43    | 7     | 39             | 1              | 16     | 3      | 423    | 35     |

1 N.B. Dit betreft een clubtotaal, dus een totaal van beide periodes bij AFC Ajax.

## Erelijst
Ajax
- Eredivisie: 2001/02, 2003/04
- KNVB beker: 2001/02, 2005/06, 2006/07
- Johan Cruijff Schaal: 2002, 2005, 2006, 2007

Individueel
- Nederlands Talent van het Jaar: 2003/04
- Gouden Schoen: 2007/08
- Everton Speler van het jaar: 2011/12

## ARC-Heitingatoernooi
Bij SV ARC uit Alphen aan den Rijn vindt sinds 2005 het ARC-Heitingatoernooi plaats. Dit driedaagse voetbaltoernooi staat met ruim 1.800 jeugdspelers bekend als het grootste jeugdtoernooi van Nederland. Op dit toernooi spelen ruim 130 teams in de leeftijdscategorieën Onder 13, Onder 11 en Onder 9. Sinds editie 14 in 2019 nemen ook meisjes- en G-teams deel.

## Privéleven
Heitinga heeft sinds 2004 een relatie met Charlotte-Sophie Zenden, de zus van voetballer Boudewijn Zenden. Heitinga en Zenden trouwden op 18 mei 2010 voor de Nederlandse wet in een achtertuin in Maastricht. Op 14, 15 en 16 juli 2010 vierde het paar hun trouwerij drie dagen lang op het Spaanse eiland Ibiza.